# Herbsdorf
Herbsdorf ist ein Dorf und ein Ortsteil der Gemeinde Nußdorf im oberbayerischen Landkreis Traunstein.
Es liegt am nordöstlichen Rand der Gemeindefläche zwischen der Bundesstraße 304 und der Traun auf etwa 560 m ü. NHN am Rande des Flusstals.
Zwischen 1950 und 1961 wurde der ursprüngliche Ortsname Herbstdorf in Herbsdorf geändert.

## Geschichte
Im September 1939 bestand der Weiler Herbsdorf aus acht Bauern. Insgesamt mochten dort mit Knechten, Mägden und deren Kindern rund 60 Seelen wohnen. Traktoren und Elektroenergie hatten zu diesem Zeitpunkt längst Einzug gehalten. Mit Kriegsbeginn am 1. September 1939 wurden die wehrfähigen Söhne eingezogen. Als Ersatz bekamen die größeren Bauern ab 1940 je einen französischen Gefangenen zugewiesen.
Ab 1943 wurden mehrere Stadtfamilien eingewiesen, um den sich intensivierenden Bombenangriffen zu entgehen. Die Lebensmittelversorgung der Städter war schwierig, sodass sie auf milde Gaben von ansässigen Mägden angewiesen waren.
Sinnigerweise befand sich nächst dem Haus, das die Familie des Hitler-Adjutanten Wilhelm Brückner bezogen hatte, eine Radarstation. Weithin sichtbar erhob sich die nach Höhe und Seite schwenkbare Schüssel in die Lüfte. Nicht dass die Alliierten das Radar nicht bemerkt hätten, denn zu Tausenden wurden Stanniol-Streifen zu dessen Blendung abgeworfen, aber angegriffen wurde das Radar nicht. Es störte auch nicht die Kreise der Bomber, denn bis zu 500 Maschinen zogen am helllichten Tag ihre Bahnen und flogen über den Chiemsee nach Nordwest.
Des Nachts sah man den Feuerschein der brennenden Stadt München. Manchmal wurde der Zug Traunstein-Trostberg von Jägern beschossen, dann flohen die Fahrgäste in den nahen Wald. Die Kinder hatten als Tarnschutz für den Schulweg nach Nußdorf im Winter weiße Laken im Ranzen, wurden aber nie beschossen.

### Einwohnerentwicklung
Im Jahr 1885 gab es im Dorf 56 Einwohner in 13 Wohngebäuden. 1925 gab es 14 Wohngebäude, darin 65 Einwohner. 1950 waren es 383 Einwohner in 22 Wohngebäuden. Im Jahr 1987 hatte das Dorf 33 Gebäude mit Wohnraum und 46 Wohnungen für 152 Einwohner.